# Polocelé číslo
Polocelé číslo je v matematice označení pro racionální číslo, které se od dvou nejbližších celých čísel liší o právě ½. Jedná se tedy o čísla
{\displaystyle {\frac {1}{2}},-{\frac {1}{2}},{\frac {3}{2}},-{\frac {3}{2}},{\frac {5}{2}},\dots }
která lze také vyjádřit množinovým zápisem
{\displaystyle \textstyle \left\lbrace {\frac {2n+1}{2}}\mid n\in \mathbb {Z} \right\rbrace \,.}
Polocelá čísla se významně vyskytují i ve fyzice, například jako hodnoty spinu fermionů (tzv. poločíselný spin) nebo v popisu stojaté vlny.
Množina všech poločísel bývá značena
{\displaystyle \mathbb {Z} +{1 \over 2}.}
Množina všech poločísel a všech celých čísel bývá značena
{\displaystyle {\frac {1}{2}}\mathbb {Z} }
a tvoří grupu vzhledem k obvyklému sčítání. Netvoří však okruh, neboť součinem dvou poločísel nikdy není poločíslo ani celé číslo.